# 이탈리아의 파시스트 정권의 몰락
이탈리아의 파시스트 정권의 몰락은 1943년 봄과 여름 동안 각각 디노 그란디 백작과 비토리오 에마누엘레 3세 국왕이 주도한 평행 음모(parallel plot)의 결과였다. 1943년 7월 24~25일에 열린 파시즘 대평의회 회의에서 베니토 무솔리니 총리에 대한 불신임 투표에 성공하면서 절정에 달했다. 그 결과, 새 정부가 탄생했다. 이탈리아 왕국에서 21년간의 파시스트 통치가 종식되었고, 무솔리니가 체포되었다.